# José Pinheiro de Ulhoa Cintra
José Ricardo Pinheiro de Ulhôa Cintra (São João del-Rei, ? — Caçapava do Sul, ?) foi um jornalista, diplomata, militar e político brasileiro.
Eleito suplente de deputado provincial na 1ª Legislatura da Assembleia Legislativa Provincial do Rio Grande do Sul. Lutou do lado republicano na Revolução Farroupilha, tendo sido nomeado ministro da justiça e estrangeiros da recém declarada República Rio-Grandense, em 1836.  Foi depois ministro da Guerra, da Marinha e do Exterior, além de embaixador no Prata e Paraguai.
Era proprietário da casa em Caçapava do Sul, onde foram instalados os ministérios da República Rio-Grandense, em 1839, quando Caçapava foi instituída a segunda capital farroupilha . Em 29 de janeiro de 1842 assinou, com Manuel Leivas, representante do general Pedro Ferré, a Convenção de Corrientes que tratava de amizade e comércio entre a República Rio-Grandense e a província de Entre Ríos. Foi um dos elaboradores e signatários da Constituição Farroupilha, em 1843.
Terminada a revolução, foi eleito deputado provincial, em 1848.
Deixou grande descendência.